# Harald Holm (politiker)
 Der er flere personer med dette navn, se Harald Holm.
Harald Emil Larsenius Holm (19. april 1848 på Christianshavn – 9. februar 1903 i København) var en dansk politiker.
Harald Holm var søn af musiker Christian E.H. Holm (1825-1880) og Rasmine f. Rasmussen (død 18??), gik i det forenede velgørenhedsselskabs drengeskole og blev efter sin konfirmation gratis forberedt af dens lærere til studentereksamen, som han tog 1867. Han blev straks efter lærer i Sofus Høgsbros hus, og her udvikledes hans interesse for det politiske liv og for folkehøjskolesagen videre; senere blev han en jævnlig gæst i Grundtvigs hjem, til hvis kirkelige opfattelse han tidlig havde sluttet sig. 1875 blev Holm teologisk kandidat og søgte i april 1876 forgæves valg til Folketinget i Kertemindekredsen, men valgtes i oktober samme år ved et udfyldningsvalg i Verningekredsen (Odense Amts 7. kreds) og senere stadigt blev genvalgt med voksende stemmetal. Han sad på tinge indtil sin død i 1903. I de første år tog han fortrinsvis del i drøftelsen af kirke- og skolespørgsmål, men tiltrak sig snart opmærksomhed som en livlig taler og vandt især indflydelse ved sin optræden på politiske folkemøder (deltog 1885 i Christen Bergs rundrejse og talte 1886 på over 100 møder). Han tilhørte Venstres moderate og forhandlingsvenlige gruppe. På trods af sin ihærdige indsats fik han på dette tidspunkt ikke nogle væsentlige ordførerskaber eller udvalgsposter.
Fra 1890, da han med stor varme sluttede sig til Frede Bojsens forhandlingspolitik, kom Holm på Rigsdagen til at spille en væsentlig større rolle end tidligere. Han kom nu ind i Finansudvalget, hvis ordfører han 1892-95 var sammen med Niels Neergaard, og fik nogle vigtige formands- og ordførerskaber, bl.a. som formand for Toldudvalget. Siden 1888 var Holm medlem af Det Forhandlende Venstres bestyrelse og var i samlingerne 1890-93 medlem af hele 26 udvalg, formand i 13 og ordfører for 10 af disse. Han valgtes 1891 til medlem af Københavns Havneråd, fik 1892 sæde i den store kommission om de offentlige arbejder i København og sendtes samme år som dansk delegeret til Norge i forhandlinger om forfatterret. 1893 blev han af Folketinget valgt til statsrevisor, hvilket han var indtil 1895. For denne indsats blev han Ridder af Dannebrog 1894 og af den norske Sankt Olavs Orden.
Han støttede forliget med Højre i 1894, men måtte ligesom mange andre venstrefolk tage medansvar for valgnederlaget året efter. Holms holdning til forliget belastede hans relation til Sofus og Svend Høgsbro og han søgte samme år stillingen som forstander for Jonstrup Seminarium for at komme ud af politik. Han fik dog ikke stillingen og fortsatte på tinge til sin død, men nu med mindre indflydelse end førhen.
Desuden var han 1878-83 medredaktør af Dansk Folketidende og skrev 1884-92 en række flyveskrifter om den politiske kamp (Af Højres politiske Børnelærdom o.s.fr. under mærket –d –m.). Han oprettede 1878 Kjøbenhavns Højskoleforening, som han var formand for, og styrede fra 1887 dens Højskolehjem; tog også væsentlig del i den københavnske valgmenigheds dannelse 1890 som sekretær og kasserer. Han var tillige medlem af bestyrelsen for Dansk Skolemuseum og for Dansk Husflidsselskab og fra 1900 censor ved skolelærereksamen. I 1887 var han medstifter af og bestyrelsesmedlem i Dansk Skoleforening.
Niels Bransager skriver om Harald Holm: "Den, der ser Harald Holms lille trippende og smilende Skikkelse bevæge sig i Folketingssalen, modtager Indtrykket af en meget interesseret og meddelsom Mand, der gærne indlader sig i Samtale, gærne holder Taler og med Lethed er i Stand til at debattere snart hvilketsomhelst Emne." Han var ikke nogen original politiker, men en solid grundtvigiansk skikkelse.
Holm ægtede 1877 Gudrun Høgsbro (19.10.1856-14.11.1938), datter af Sofus Høgsbro. De fik 6 børn. Holm døde 9. februar 1903.
Han er begravet på Vestre Kirkegård. Der findes et litografi af Harald Jensen 1901. Træsnit 1878 og 1887